# صموئيل باتلر (لاعب كريكت)
صموئيل باتلر (بالإنجليزية: Samuel Butler)‏ (15 أبريل 1850 - 30 أبريل 1903) هو لاعب كريكت بريطاني (وحمل سابقاً جنسية المملكة المتحدة لبريطانيا العظمى وأيرلندا).